# 好望角毛氈苔
好望角毛氈苔（學名：Drosera capensis），又名南非茅膏菜，是一種細小的多年生植物，產自南非好望角的茅膏菜。其种加词“capensis”意为“南非开普省的/好望角的”。
由於它細小、容易種植及豐富的種子，故它是普遍栽培的茅膏菜。好望角毛氈苔的葉子呈帶狀，長達15厘米及闊1厘米。就如所有的茅膏菜般，它有色彩繽紛的觸手覆蓋，會分泌出黏液捕捉昆蟲。當昆蟲被困後，葉子會因其向觸性而捲曲，提供更多的消化腺接觸獵物來協助消化。夏季气温过高时，该物种的地上部分除了部分芽以外均会凋萎，以地下茎形态越夏，等到凉爽天气来临时恢复生长。好望角毛氈苔會保留前年枯萎的葉子，隨年日主莖會變得較長及呈木質。

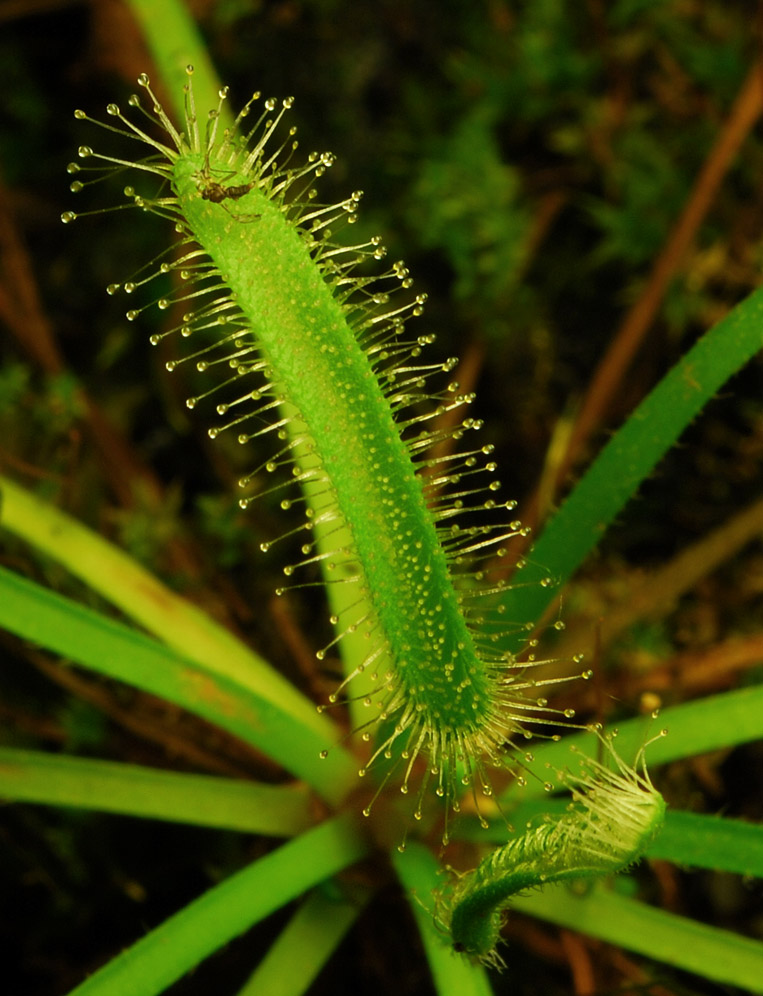
好望角毛氈苔與其獵物。

於初夏，好望角毛氈苔會在花莖上開出細小及五瓣的粉紅色花朵，花莖可長高達30厘米。花朵收合時會自我授粉，並生產大量細長的種子。種子會當花朵凋謝時被散播。
好望角毛氈苔有多種的栽培品種。D. c. var. alba是有白色花的品種，且腺毛不太會轉紅、還有紅色種、寬葉種、窄葉種等等。生長非常迅速，在澳洲甚至列為需管控的植物以免影響當地豐富的食蟲植物生態。